# Los Cipreses
Los Cipreses est une localité argentine située dans le département de Futaleufú, dans la province de Chubut. Elle est située à proximité du parc national Los Alerces.

## Démographie
La localité compte 179 habitantes (Indec, 2010), ce qui représente une augmentation de 55,6 % par rapport au précédent recensement de 2001 qui comptait 115 habitants.